# 西悉尼機場
西悉尼機場（英語：Western Sydney Airport，ICAO代码：YSWS）是一個位於澳洲悉尼西南部利物浦市百居里溪近郊興建中的國際機場，是繼史密斯機場後悉尼第二個國際機場。第一階段工程於2018年9月24日展開，並預計於2026年12月完工及開幕。

## 航空公司
2023年6月8日，澳洲航空及其子公司捷星航空和西悉尼機場集團達成協議，成為首兩家進駐西悉尼機場的航司，在機場投運首年，澳航集團將部署5架澳航和10架捷星航空客機，以運作來往至墨爾本、布里斯班和黃金海岸的航班。
2024年8月27日，新加坡航空確定將會進駐西悉尼機場，成為首個進駐該機場的國際航空公司。
2025年6月，紐西蘭航空宣布將在2027年開辦奧克蘭至西悉尼機場的航線，成為西悉尼機場首個跨塔斯曼海航點。

## 航點
| 航空公司   | 目的地                                 |
| ---------- | -------------------------------------- |
| 澳洲航空   | 布里斯班、黃金海岸、墨爾本（計畫開辦） |
| 捷星航空   | 布里斯班、黃金海岸、墨爾本（計畫開辦） |
| 紐西蘭航空 | 奧克蘭（計畫開辦）                     |
| 新加坡航空 | 新加坡（計畫開辦）                     |

## 對外交通
- 悉尼地鐵：西悉尼机场线

## 外部連結
- 西悉尼機場網站 （页面存档备份，存于）